# Hicham Dmii
Hicham Dmii est un entraîneur marocain de football, né le 11 janvier 1971.

## Sélections en équipe nationale
| Caps | Date       | Match             | Lieu       | Score | Compétition     | Marqué |
| 1    | 28/07/1991 | C. Ivoire - Maroc | Abidjan    | 2 - 0 | Elim. CAN 1992  | --     |
| 2    | 04/12/1991 | Maroc - Mali      | Casablanca | 3 - 0 | Amical          | 1      |
| 3    | 26/12/1991 | Maroc - Algérie   | Casablanca | 1 - 1 | Amical          | --     |
| 4    | 14/01/1992 | Zaire - Maroc     | Dakar      | 1 - 1 | CAN 1992        | --     |
| 5    | 11/10/1992 | Maroc - Ethiopie  | Casablanca | 5 - 0 | Elim. CM 1994   | --     |
| 6    | 25/10/1992 | Bénin - Maroc     | Cotonou    | 0 - 1 | Elim. CM 1994   | --     |
| 7    | 08/11/1992 | Maroc - Egypte    | Casablanca | 0 - 0 | Elim. CAN 1994  | --     |
| 8    | 12/12/1996 | Maroc - Nigeria   | Casablanca | 2 - 0 | Coupe Hassan II | --     |
| ---- | ---------- | ----------------- | ---------- | ----- | --------------- | ------ |

## Palmarès

### En tant qu'entraîneur
Kawkab de Marrakech :
- Championnat du Maroc de D2 (1) :
  - Champion : 2013

### Distinctions personnelles
- Vainqueur du trophée Mars d'Or - Entraîneur de l'année en 2013 avec le Kawkab de Marrakech[1].